# Octavianus Secundus Fugger

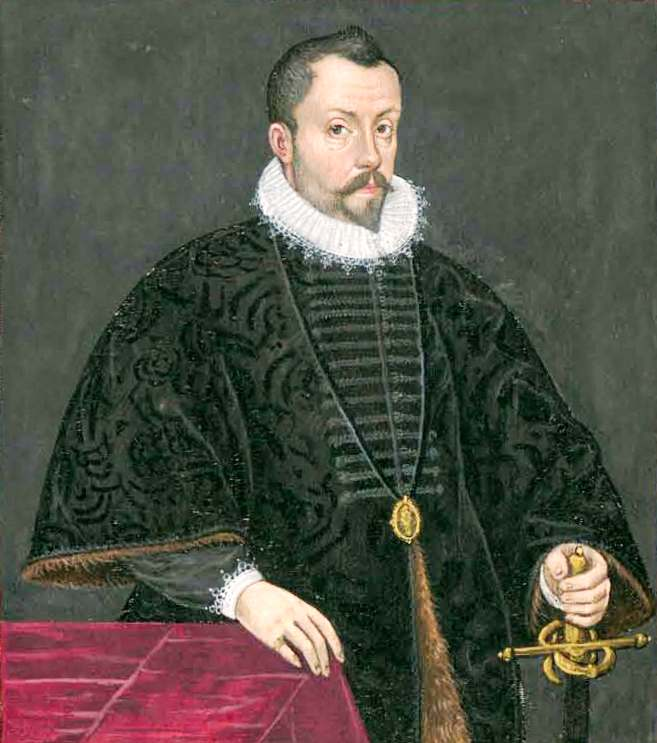
Octavianus Secundus Fugger

Octavianus Secundus Fugger von Kirchberg und Weissenhorn (* 17. Januar 1549; † 31. August 1600 in Augsburg) war ein deutscher Handelsherr aus dem Familienzweig Fugger von der Lilie.

## Leben
Octavianus Secundus Fugger war von 14 Kindern der sechste Sohn von Georg Graf Fugger auf Weißenhorn und Kirchberg (1517–1569) und dessen Ehefrau Ursula von Lichtenstein zu Carneid († 1573). Er wurde zusammen mit seinem Bruder Philipp Eduard durch Petrus Canisius unterrichtet, danach kamen die Brüder an das Collegium Germanicum in Rom. 1579 stifteten sie aus dem Nachlass Christoph Fuggers das Augsburger Jesuitenkolleg St. Salvator. 1580 wurden sie geschäftlich aus dem gemeinsamen Fuggerschen Handel ausgelöst und traten sechs Jahre später neben Matthäus, Paul und Markus Welser in eine Handelskompanie ein, die jährlich auf fünf Schiffen Pfeffer von Ostindien nach Lissabon bringen und an den spanischen König verkaufen sollte. Dazu wurden an der indischen Malabar-Küste fünf Faktoreien für den Ankauf eingerichtet. Im hansisch-niederländisch-englischen Raum richtete man Faktoreien für den Absatz ein. Durch den Seekrieg zwischen Spanien-Portugal und England war der Handel ständig gefährdet. 1591/92 kam keines der ausgelaufenen Schiffe nach Lissabon zurück, so dass der Pfeffervertrag mit Philipp II. unter großem Verlust bald danach endete.
Fugger war Rat des Kaisers Rudolf II. und eines der Stadtoberhäupter von Augsburg, sammelte als junger Mann Lautenstücke in italienischer Tabulatur (Handschrift 18821 in der Wiener Nationalbibliothek) und gab 1562 ein Lautenbuch heraus, das unter anderem Stücke wie Canzon Neapolitana, O bella und Aria per Cantare enthält.
Octavianus holte um 1585 den Komponisten Hans Leo Haßler als Kammerorganisten und Leiter der Fuggerschen Haus- und Kirchenmusik nach Augsburg. 1594–1600 amtierte er als Stadtpfleger (Oberbürgermeister) von Augsburg. 
Octavianus Secundus Fugger war seit 1579 mit Maria Jacobäa (1562–1588), einer Tochter von Hans Fugger (1531–1598), verheiratet. Das Paar hatte drei Söhne und zwei Töchter.
Er wurde wie sein Vater in der Benediktuskapelle von St. Ulrich in Augsburg beigesetzt.

## Familienbilder

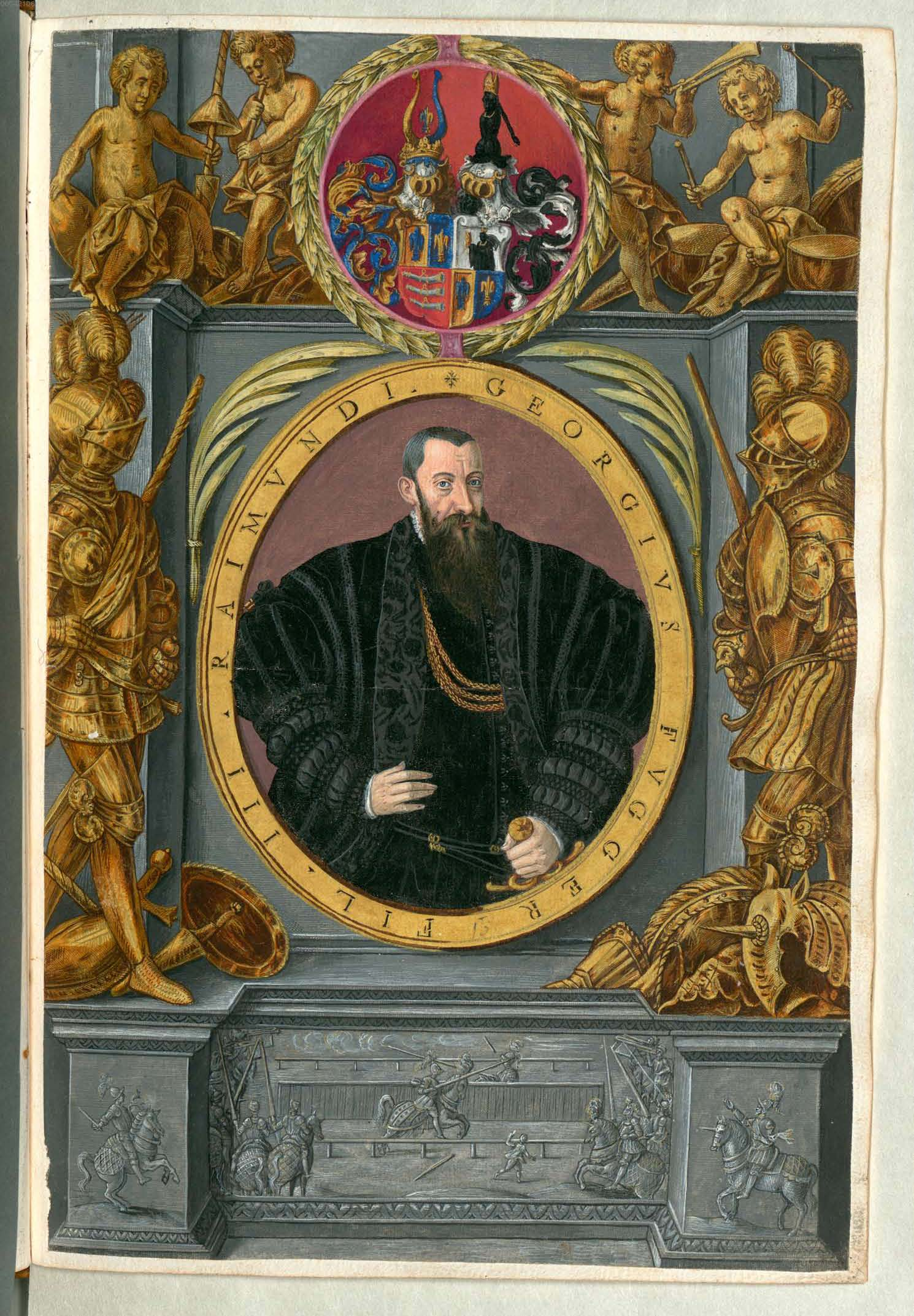
Vater Georg Fugger
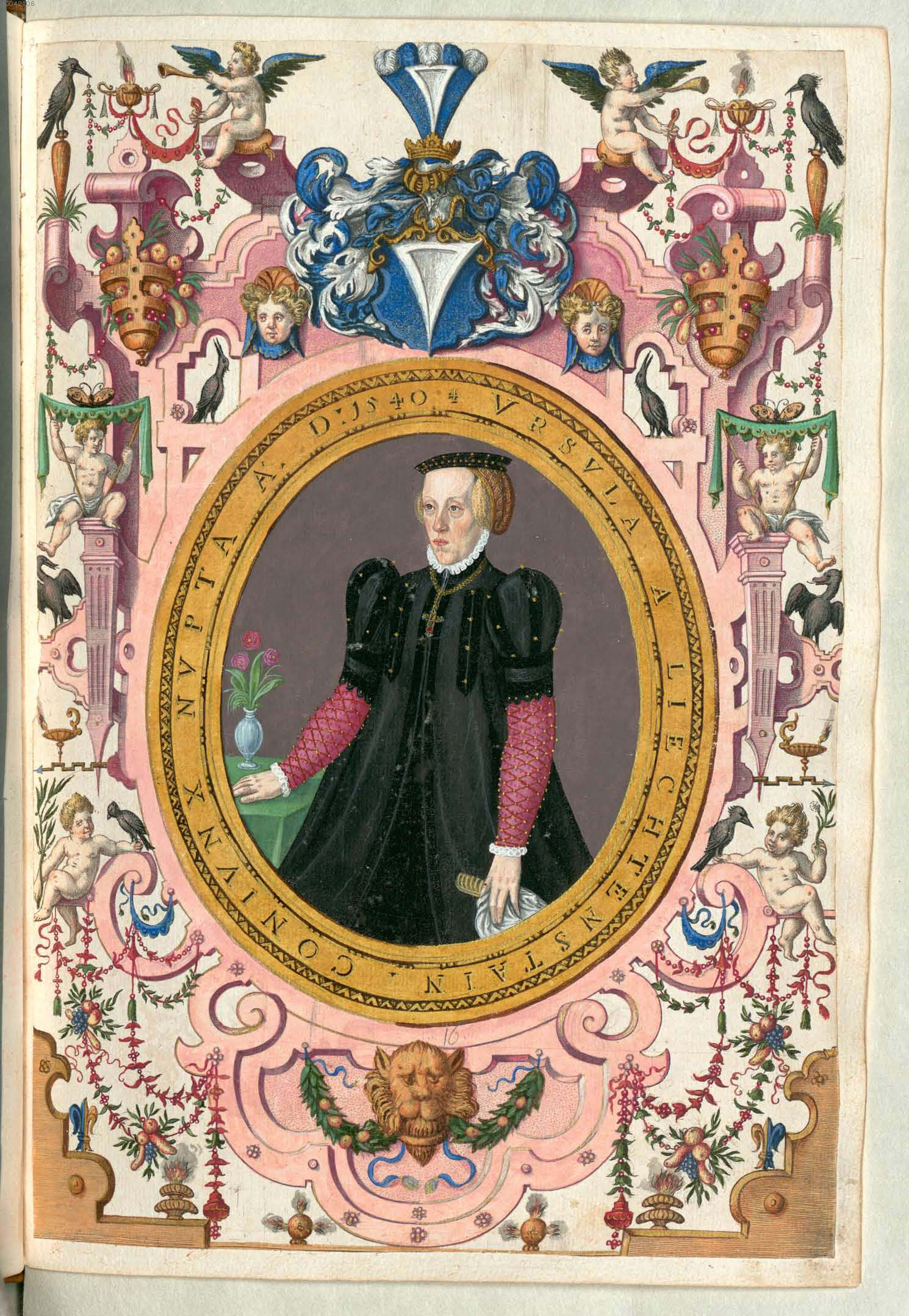
Mutter Ursula von Lichtenstein
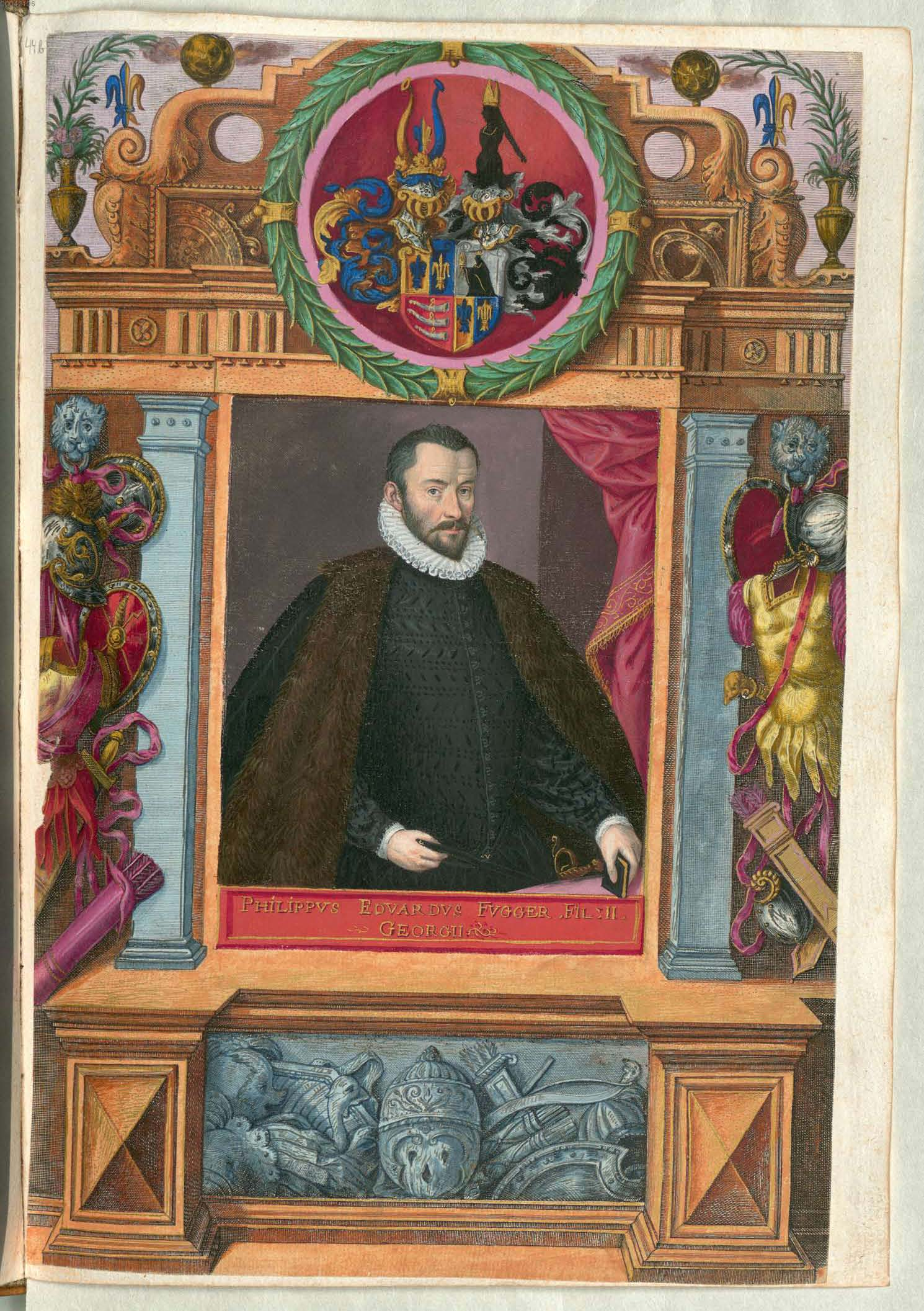
Bruder Philipp Eduard
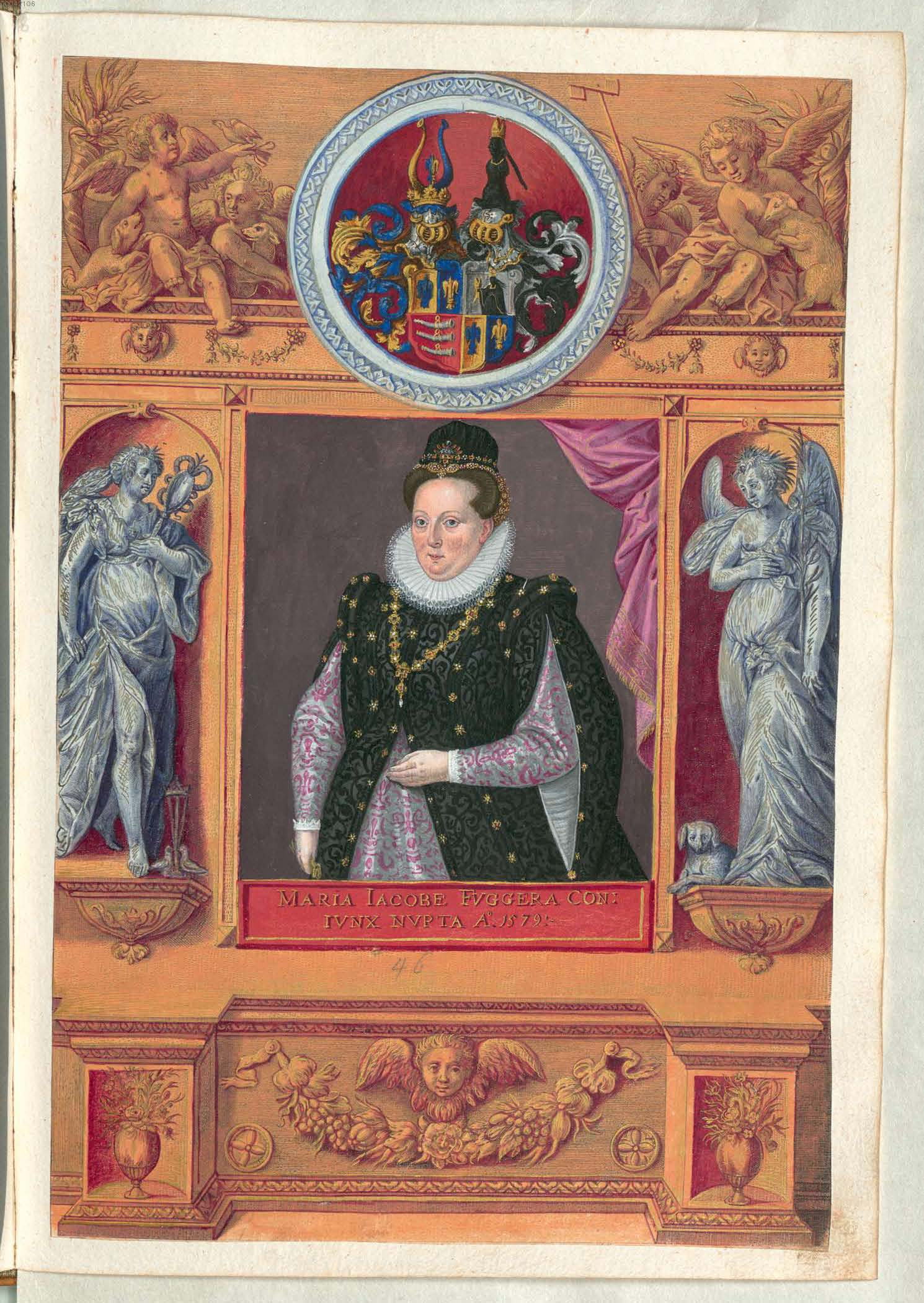
Ehefrau Maria Jacobäa
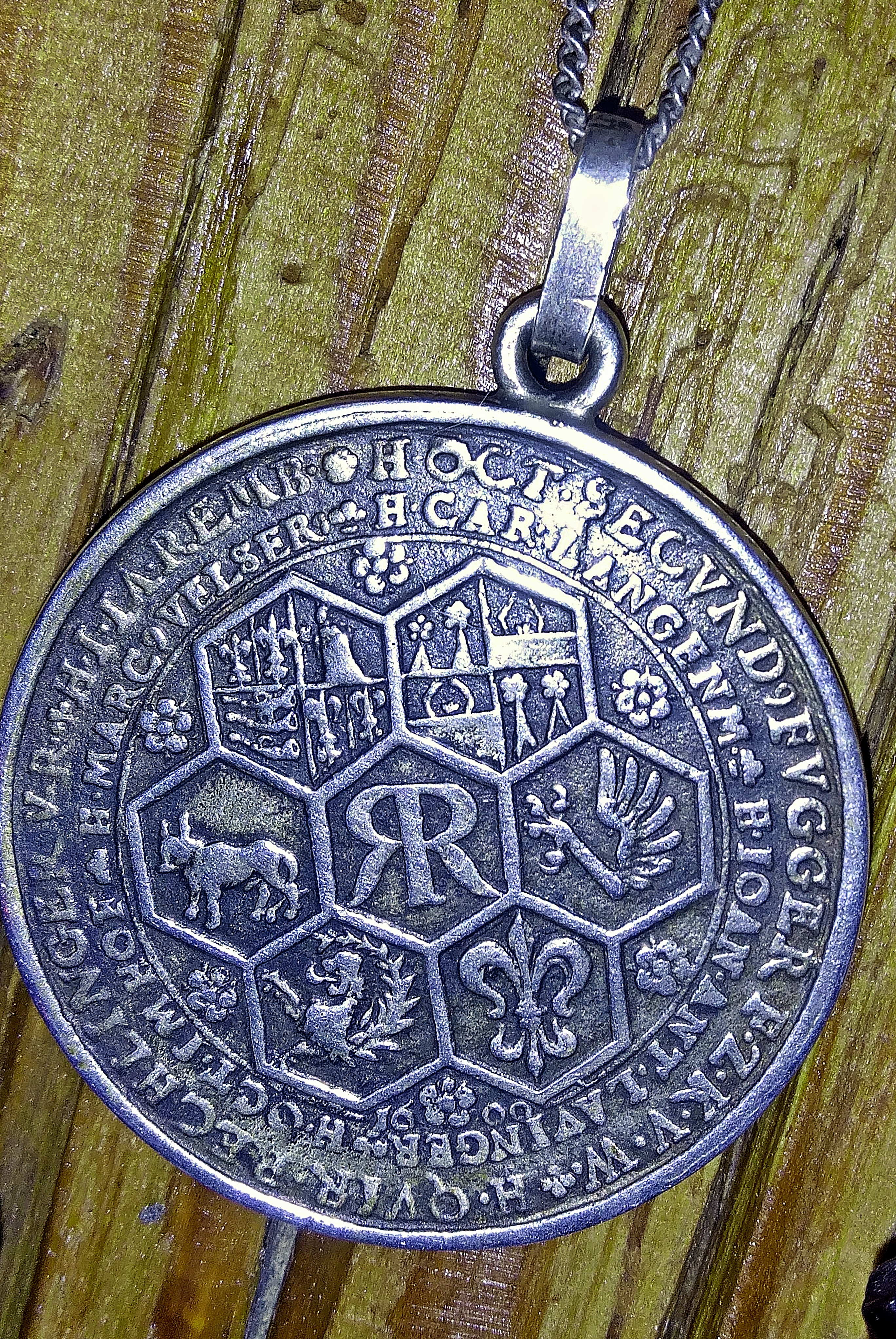
Augsburger Ratsmedaille, 1600. Octavianus Secundus Fugger benannt, Wappen oben links